# Annenka
Annenka (en rus: Анненка) és un poble (un possiólok) de l'óblast de Lípetsk, a Rússia, que el 2011 tenia quatre habitants. Pertany al districte rural d'Úsman.